# 丁彥哲
丁彥哲（1971年3月10日—），臺灣企业家、民主進步黨籍政治人物，現任臺鹽實業董事長，生於雲林縣，曾任臺灣菸酒公司董事長、雲林縣副縣長、社會處處長、簡任機要秘書及民政局局長。

## 早年
丁彥哲出生於雲林縣，中學就讀雲林縣私立正心高級中學，後考取位於臺中市的逢甲大學，大學畢業後續於國立中正大學公共事務研究所進修，2011年學成畢業。

## 公職生涯
丁彥哲曾於雲林縣政府擔任多項公職，歷任民政局局長、簡任機要秘書、社會處處長。
2017年，時任雲林縣縣長李進勇任命年僅46歲的丁彥哲擔任副縣長。李進勇於2018年縣長選舉連任失利，丁彥哲甫於2018年12月25日隨李進勇離職。
2019年3月，行政院核定丁彥哲接任臺灣菸酒公司董事長。
2024年，行政院核定丁彥哲接任臺鹽實業董事長。

## 外部連結
- 臺灣菸酒的Facebook專頁